# ISO 3166-2:LB
Kódy ISO 3166-2 pro Libanon identifikují 8 guvernorátů (stav v roce 2015). První část (LB) je mezinárodní kód pro Libanon, druhá část sestává z dvou písmen identifikujících provincii.

## Seznam kódů
```
LB-AK Akkar 
LB-AS Severní Libanon (
Tripolis
)
LB-BA Bejrút (
Bejrút
)
LB-BH Baalbek-Hermel
LB-BI Bika'a (Zahlé)
LB-JA Jižní Libanon (Sidon)
LB-JL Horský Libanon (Baabda)
LB-NA Nabatiyet (Nabatiyet)
```